# Pasadena City Hall

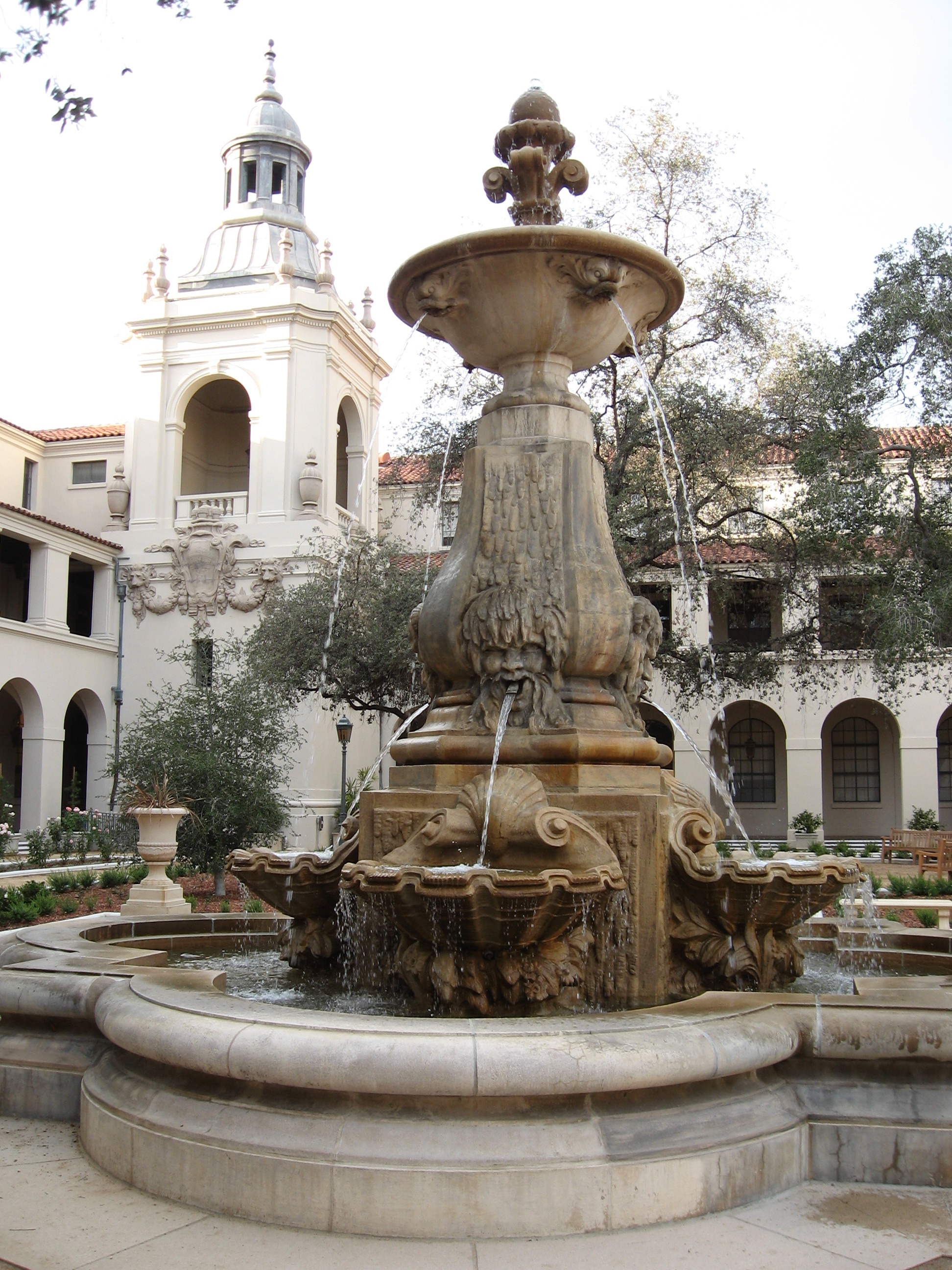
Innenhof

Die Pasadena City Hall ist das Rathaus von Pasadena im US-Bundesstaat Kalifornien und dominiert den Pasadena Civic Center. Sie wurde 1927 im Rahmen der City-Beautiful-Bewegung, welche zum Ziel hatte die Städte lebenswerter zu gestalten, im Stil der Beaux-Arts-Architektur fertiggestellt und weist Elemente der Spanish Colonial Revival-Architektur und Mediterranean Revival-Architektur auf, die zu dieser Zeit in den Vereinigten Staaten populär waren. Einer der Architekten, John Bakewell, bezeichnete das Design als eine moderne Interpretation der Renaissance-Architektur Italiens im 16. Jahrhundert.
Sie wurde vom Architekturbüro Bakewell and Brown entworfen und am 27. Dezember 1927 eröffnet. Die Pasadena City Hall ist sechs Stockwerke hoch und hat 235 Räume. Über dem Westeingang ist ein 62,79 Meter hoher Kuppelbau, der den gesamten Gebäudekomplex prägt. Die damaligen Baukosten betrugen 1,34 Millionen US-Dollar.
In dem Film Der große Diktator von Charlie Chaplin ist die Pasadena City Hall ein Handlungsort und stellt eine Villa dar. In dem Film Dem Himmel so nah dient ihr Innenhof als Kulisse für einen Marktplatz einer Stadt in Napa Valley.
Am 28. Juli 1980 wurde das Rathaus als Contributing Property des Historic District Pasadena Civic Center in das National Register of Historic Places aufgenommen.
Von Juli 2004 bis Juni 2007 war die Pasadena City Hall wegen Renovierungsarbeiten geschlossen. Dabei wurden für 117 Millionen US-Dollar unter anderem die historische Bausubstanz restauriert, die Klimaanlage erneuert und die Fundamente aus Gründen des Erdbebenschutzes seismisch isoliert. Am 5. Juni 2008 wurde die Pasadena City Hall während einer feierlichen Zeremonie von der Leadership in Energy and Environmental Design (LEED) mit der Qualitätsstufe Gold für ökologisches Bauen ausgezeichnet.